# Listă de filme americane din 1919
Aceasta este o listă de filme americane din 1919:

## Lungmetraje
| Titlu                           | Regizor                            | Actori                                                | Gen             | Note           |
| ------------------------------- | ---------------------------------- | ----------------------------------------------------- | --------------- | -------------- |
| 23 1/2 Hours' Leave             | Henry King                         | Douglas MacLean, Doris May                            | Comedy          | Paramount      |
| The A.B.C. of Love              | Léonce Perret                      | Mae Murray, Holmes Herbert                            | Drama           | Pathé Exchange |
| Ace of the Saddle               | John Ford                          | Harry Carey, Peggy Pearce                             | Western         | Universal      |
| An Adventure in Hearts          | James Cruze                        | Robert Warwick, Helene Chadwick                       | Adventure       | Paramount      |
| The Adventure Shop              | Kenneth S. Webb                    | Corinne Griffith, Walter McGrail                      | Comedy          | Vitagraph      |
| After His Own Heart             | Harry L. Franklin                  | Hale Hamilton, Naomi Childers                         | Comedy          | Metro          |
| Alias Mike Moran                | James Cruze                        | Wallace Reid, Ann Little                              | Comedy          | Paramount      |
| All of a Sudden Norma           | Howard C. Hickman                  | Bessie Barriscale, Joseph J. Dowling                  | Comedy drama    | Robertson-Cole |
| All Wrong                       | William Worthington                | Bryant Washburn, Mildred Davis                        | Comedy          | Pathé Exchange |
| Almost a Husband                | Clarence G. Badger                 | Will Rogers, Peggy Wood, Herbert Standing             | Comedy          | Goldwyn        |
| Almost Married                  | Charles Swickard                   | May Allison, June Elvidge, Sam Hardy                  | Comedy          | Metro          |
| The Amateur Adventuress         | Henry Otto                         | Emmy Wehlen, Eugene Pallette                          | Comedy          | Metro          |
| The Amazing Impostor            | Lloyd Ingraham                     | Mary Miles Minter, Carl Stockdale                     | Comedy          | Pathé Exchange |
| The Amazing Wife                | Ida May Park                       | Mary MacLaren, Frank Mayo                             | Drama           | Universal      |
| An Innocent Adventuress         | Robert G. Vignola                  | Vivian Martin, Lloyd Hughes                           | Comedy          | Paramount      |
| Anne of Green Gables            | William Desmond Taylor             | Mary Miles Minter, Paul Kelly                         | Comedy drama    | Paramount      |
| As a Man Thinks                 | George Irving                      | Leah Baird, Warburton Gamble                          | Drama           | Pathé Exchange |
| As the Sun Went Down            | E. Mason Hopper                    | Edith Storey, Lew Cody                                | Western         | Metro          |
| The Avalanche                   | George Fitzmaurice                 | Elsie Ferguson, Lumsden Hare                          | Drama           | Paramount      |
| A Bachelor's Wife               | Emmett J. Flynn                    | Mary Miles Minter, Allan Forrest                      | Comedy          | Pathé Exchange |
| The Bandbox                     | Roy William Neill                  | Doris Kenyon, Gretchen Hartman                        | Mystery         | Pathé Exchange |
| Bare-Fisted Gallagher           | Joseph Franz                       | William Desmond, Agnes Vernon                         | Western         | Robertson-Cole |
| Bare Fists                      | John Ford                          | Harry Carey, Betty Schade                             | Western         | Universal      |
| Be a Little Sport               | Scott R. Dunlap                    | Albert Ray, Elinor Fair                               | Comedy          | Fox Film       |
| The Beauty Market               | Colin Campbell                     | Katherine MacDonald, Winter Hall                      | Romance         | First National |
| Beauty-Proof                    | Paul Scardon                       | Harry T. Morey, Betty Blythe                          | Drama           | Vitagraph      |
| Beating the Odds                | Paul Scardon                       | Harry T. Morey, Betty Blythe                          | Drama           | Vitagraph      |
| Beckoning Roads                 | Howard C. Hickman                  | Bessie Barriscale, Niles Welch                        | Drama           | Robertson-Cole |
| Behind the Door                 | Irvin Willat                       | Hobart Bosworth, Jane Novak, Wallace Beery            | War drama       | Paramount      |
| The Belle of New York           | Julius Steger                      | Marion Davies, Etienne Girardot                       | Drama           | Independent    |
| The Best Man                    | Thomas N. Heffron                  | J. Warren Kerrigan, Lois Wilson                       | Comedy          | Pathé Exchange |
| Better Times                    | King Vidor                         | David Butler, ZaSu Pitts                              | Drama           | Robertson-Cole |
| The Better Wife                 | William P. S. Earle                | Clara Kimball Young, Nigel Barrie                     | Drama           | Independent    |
| Beware!                         | William Nigh                       | Julia Hurley, Herbert Standing                        | War             | Warner Bros.   |
| The Big Little Person           | Robert Z. Leonard                  | Mae Marsh, Rudolph Valentino                          | Romance         | Universal      |
| Bill Apperson's Boy             | James Kirkwood                     | Jack Pickford, Russell Simpson, Gloria Hope           | Drama           | First National |
| Bill Henry                      | Jerome Storm                       | Charles Ray, Edith Roberts                            | Comedy          | Paramount      |
| The Bishop's Emeralds           | John B. O'Brien                    | Virginia Pearson, Lucy Fox                            | Drama           | Pathé Exchange |
| The Black Circle                | Frank Reicher                      | Creighton Hale, Virginia Valli                        | Drama           | Independent    |
| The Black Gate                  | Theodore Marston                   | Earle Williams, Ruth Clifford                         | Mystery         | Vitagraph      |
| Blackie's Redemption            | John Ince                          | Bert Lytell, Alice Lake                               | Drama           | Metro          |
| Blind Husbands                  | Erich von Stroheim                 | Erich von Stroheim, Francelia Billington              | Drama Romance   | Universal      |
| Blind Man's Eyes                | John Ince                          | Bert Lytell, Frank Currier, Naomi Childers            | Drama           | Metro          |
| The Blinding Trail              | Paul Powell                        | Monroe Salisbury, Claire Anderson                     | Drama           | Universal      |
| The Blue Bandanna               | Joseph Franz                       | William Desmond, Russell Simpson                      | Drama           | Robertson-Cole |
| The Bluffer                     | Travers Vale                       | June Elvidge, Irving Cummings, Frank Mayo             | Drama           | Independent    |
| Bolshevism on Trial             | Harley Knoles, Lewis J. Selznick   | Robert Frazer, Pinna Nesbit                           | Drama           | Independent    |
| The Bondage of Barbara          | Emmett J. Flynn                    | Mae Marsh, Matt Moore                                 | Drama           | Goldwyn        |
| Bonds of Honor                  | William Worthington                | Sessue Hayakawa, Marin Sais                           | Drama           | Robertson-Cole |
| Bonds of Love                   | Reginald Barker                    | Pauline Frederick, Percy Standing                     | Romance         | Goldwyn        |
| Bonnie Bonnie Lassie            | Tod Browning                       | Mary MacLaren, Spottiswoode Aitken                    | Comedy          | Universal      |
| Boots                           | Elmer Clifton                      | Dorothy Gish, Richard Barthelmess                     | Comedy          | Paramount      |
| The Busher                      | Jerome Storm                       | Charles Ray, Colleen Moore, John Gilbert              | Drama           | Paramount      |
| The Bramble Bush                | Tom Terriss                        | Corinne Griffith, Julia Swayne Gordon                 | Drama           | Vitagraph      |
| The Brand                       | Reginald Barker                    | Russell Simpson, Robert McKim                         | Adventure       | Goldwyn        |
| Brass Buttons                   | Henry King                         | William Russell, Eileen Percy                         | Comedy          | Pathé Exchange |
| The Brat                        | Herbert Blache                     | Alla Nazimova, Charles Bryant                         | Drama           | Metro          |
| Breed of Men                    | Lambert Hillyer                    | William S. Hart, Seena Owen                           | Western         | Paramount      |
| Bringing Up Betty               | Oscar Apfel                        | Evelyn Greeley, Reginald Denny                        | Comedy          | Independent    |
| Broken Blossoms                 | D. W. Griffith                     | Lillian Gish, Richard Barthelmess                     | Drama           | United Artists |
| The Broken Butterfly            | Maurice Tourneur                   | Lew Cody, Mary Alden, Pauline Starke                  | Drama           | Robertson-Cole |
| The Broken Commandments         | Frank Beal                         | Gladys Brockwell, Tom Santschi                        | Drama           | Fox Film       |
| The Broken Melody               | William P. S. Earle                | Eugene O'Brien, Lucy Cotton                           | Drama           | Selznick       |
| The Brute Breaker               | Lynn Reynolds                      | Frank Mayo, Harry Northrup                            | Action          | Universal      |
| Burglar by Proxy                | John Francis Dillon                | Jack Pickford, Gloria Hope                            | Comedy          | First National |
| The Call of the Soul            | Edward LeSaint                     | Gladys Brockwell, William Scott                       | Drama           | Fox Film       |
| The Cambric Mask                | Tom Terriss                        | Alice Joyce, Maurice Costello                         | Drama           | Vitagraph      |
| Captain Kidd, Jr.               | William Desmond Taylor             | Mary Pickford, Douglas MacLean                        | Comedy          | Paramount      |
| The Captain's Captain           | Tom Terriss                        | Alice Joyce, Percy Standing                           | Comedy drama    | Vitagraph      |
| The Career of Katherine Bush    | Roy William Neill                  | Catherine Calvert, Crauford Kent                      | Drama           | Paramount      |
| Carolyn of the Corners          | Robert Thornby                     | Bessie Love, Charlotte Mineau                         | Drama           | Pathé Exchange |
| Castles in the Air              | George D. Baker                    | May Allison, Clarence Burton                          | Comedy          | Metro          |
| Charge It to Me                 | Roy William Neill                  | Margarita Fischer, Emory Johnson                      | Comedy          | Pathé Exchange |
| Chasing Rainbows                | Frank Beal                         | Gladys Brockwell, William Scott                       | Western         | Fox Film       |
| Cheating Cheaters               | Allan Dwan                         | Jack Holt, Clara Kimball Young                        | Comedy          | Independent    |
| Cheating Herself                | Edmund Lawrence                    | Peggy Hyland, Harry Hilliard                          | Comedy          | Fox Film       |
| Checkers                        | Richard Stanton                    | Thomas Carrigan, Jean Acker                           | Adventure       | Independent    |
| The Cinema Murder               | George D. Baker                    | Marion Davies, Eulalie Jensen, Anders Randolf         | Drama           | Paramount      |
| The City of Comrades            | Harry Beaumont                     | Tom Moore, Seena Owen                                 | Drama           | Goldwyn        |
| The Climbers                    | Tom Terriss                        | Corinne Griffith, Percy Marmont                       | Comedy          | Vitagraph      |
| Come Again Smith                | E. Mason Hopper                    | J. Warren Kerrigan, Lois Wilson                       | Comedy drama    | Pathé Exchange |
| Come Out of the Kitchen         | John S. Robertson                  | Marguerite Clark, Eugene O'Brien                      | Drama           | Paramount      |
| The Coming of the Law           | Arthur Rosson                      | Tom Mix, Agnes Vernon                                 | Western         | Fox Film       |
| The Common Cause                | J. Stuart Blackton                 | Effie Shannon, Irene Castle, Marjorie Rambeau         | Comedy          | Vitagraph      |
| Common Clay                     | George Fitzmaurice                 | Fannie Ward, Fred Goodwins                            | Drama           | Pathé Exchange |
| Common Property                 | Paul Powell                        | Nell Craig, Colleen Moore                             | Drama           | Universal      |
| Counterfeit                     | George Fitzmaurice                 | Elsie Ferguson, David Powell                          | Drama           | Paramount      |
| The Country Cousin              | Alan Crosland                      | Elaine Hammerstein, Lumsden Hare                      | Drama           | Selznick       |
| The Courageous Coward           | William Worthington                | Sessue Hayakawa, Tsuru Aoki                           | Drama           | Robertson-Cole |
| Cowardice Court                 | William C. Dowlan                  | Peggy Hyland, Jack Livingston                         | Comedy          | Fox Film       |
| Creaking Stairs                 | Rupert Julian                      | Herbert Prior, Jack Mulhall                           | Drama           | Universal      |
| The Crimson Gardenia            | Reginald Barker                    | Owen Moore, Hedda Nova                                | Drama           | Goldwyn        |
| The Crook of Dreams             | Oscar Apfel                        | Louise Huff, Virginia Hammond, Frank Mayo             | Drama           | Independent    |
| Crooked Straight                | Jerome Storm                       | Charles Ray, Wade Boteler                             | Drama           | Paramount      |
| Cupid Forecloses                | David Smith                        | Bessie Love, Wallace MacDonald                        | Comedy          | Vitagraph      |
| The Cry of the Weak             | George Fitzmaurice                 | Fannie Ward, Frank Elliott                            | Drama           | Pathé Exchange |
| Daddy-Long-Legs                 | Marshall Neilan                    | Mary Pickford, Milla Davenport                        | Drama           | First National |
| A Damsel in Distress            | George Archainbaud                 | June Caprice, Creighton Hale                          | Comedy          | Pathé Exchange |
| Dangerous Hours                 | Fred Niblo                         | Lloyd Hughes, Barbara Castleton                       | Drama           | Paramount      |
| Dangerous Waters                | Park Frame                         | William Desmond, Marguerite De La Motte               | Drama           | Robertson-Cole |
| Daring Hearts                   | Henry Houry                        | Francis X. Bushman, Beverly Bayne                     | Drama           | Vitagraph      |
| The Dark Star                   | Allan Dwan                         | Marion Davies, Norman Kerry                           | Adventure       | Paramount      |
| The Darkest Hour                | Paul Scardon                       | Harry T. Morey, Anna Lehr                             | Drama           | Vitagraph      |
| Daughter of Mine                | Clarence G. Badger                 | Madge Kennedy, John Bowers                            | Drama           | Goldwyn        |
| A Daughter of the Wolf          | Irvin Willat                       | Lila Lee, Elliott Dexter, Clarence Geldart            | Drama           | Paramount      |
| Dawn                            | J. Stuart Blackton                 | Robert Gordon, Sylvia Breamer                         | Drama           | Pathé Exchange |
| Day Dreams                      | Clarence G. Badger                 | Madge Kennedy, John Bowers                            | Comedy          | Goldwyn        |
| The Day She Paid                | Rex Ingram                         | Francelia Billington, Harry von Meter                 | Romance         | Universal      |
| The Delicious Little Devil      | Robert Z. Leonard                  | Mae Murray, Rudolph Valentino                         | Comedy drama    | Universal      |
| Desert Gold                     | T. Hayes Hunter                    | E.K. Lincoln, Eileen Percy                            | Adventure       | Pathé Exchange |
| Destiny                         | Rollin S. Sturgeon                 | Dorothy Phillips, Gertrude Astor                      | Drama           | Universal      |
| Devil McCare                    | Lorimer Johnston                   | Crane Wilbur, Juanita Hansen                          | Comedy          | Triangle       |
| Diane of the Green Van          | Wallace Worsley                    | Nigel Barrie, Alma Rubens                             | Comedy          | Robertson-Cole |
| The Divorcee                    | Herbert Blaché                     | Ethel Barrymore, Naomi Childers                       | Drama           | Metro          |
| The Divorce Trap                | Frank Beal                         | Gladys Brockwell, Francis McDonald                    | Drama           | Fox Film       |
| Don't Change Your Husband       | Cecil B. DeMille                   | Gloria Swanson, Elliott Dexter                        | Comedy          | Paramount      |
| The Dragon Painter              | William Worthington                | Sessue Hayakawa, Tsuru Aoki                           | Drama           | Robertson-Cole |
| The Drifters                    | Jesse D. Hampton                   | J. Warren Kerrigan, Lois Wilson                       | Drama           | Pathé Exchange |
| The Dub                         | James Cruze                        | Wallace Reid, Raymond Hatton                          | Comedy          | Paramount      |
| Eastward Ho!                    | Emmett J. Flynn                    | William Russell, Johnny Hines                         | Drama           | Fox Film       |
| Easy to Make Money              | Edwin Carewe                       | Bert Lytell, Frank Currier                            | Comedy          | Metro          |
| The Echo of Youth               | Ivan Abramson                      | Charles Richman, Leah Baird                           | Drama           | Independent    |
| The End of the Game             | Jesse D. Hampton                   | J. Warren Kerrigan, Lois Wilson                       | Western         | Pathé Exchange |
| The Egg Crate Wallop            | Jerome Storm                       | Charles Ray, Colleen Moore                            | Comedy          | Paramount      |
| The Enchanted Barn              | David Smith                        | Bessie Love, J. Frank Glendon                         | Drama           | Vitagraph      |
| The Eternal Magdalene           | Arthur Hopkins                     | Marguerite Marsh, Vernon Steele                       | Drama           | Goldwyn        |
| Evangeline                      | Raoul Walsh                        | Miriam Cooper, Alan Roscoe                            | Drama           | Fox Film       |
| Eve in Exile                    | Burton George                      | Charlotte Walker, Tom Santschi                        | Drama           | Pathé Exchange |
| Everywoman                      | George Melford                     | Theodore Roberts, Violet Heming                       | Drama           | Paramount      |
| Experimental Marriage           | Robert G. Vignola                  | Constance Talmadge, Harrison Ford                     | Romantic comedy | Selznick       |
| Extravagance                    | Victor Schertzinger                | Dorothy Dalton, Charles Clary                         | Drama           | Paramount      |
| The Exquisite Thief             | Tod Browning                       | Priscilla Dean, Thurston Hall                         | Drama           | Universal      |
| Eyes of the Soul                | Emile Chautard                     | Elsie Ferguson, Wyndham Standing                      | Romance         | Paramount      |
| Eyes of Youth                   | Albert Parker                      | Clara Kimball Young, Gareth Hughes                    | Drama           | Independent    |
| Fair and Warmer                 | Henry Otto                         | May Allison, Eugene Pallette                          | Romance         | Metro          |
| Faith                           | Charles Swickard                   | Bert Lytell, Rosemary Theby                           | Drama           | Metro          |
| The Faith of the Strong         | Robert N. Bradbury                 | Mitchell Lewis, Margaret Gibson                       | Drama           | Selznick       |
| A Fallen Idol                   | Kenean Buel                        | Evelyn Nesbit, Lillian Lawrence                       | Drama           | Fox Film       |
| False Evidence                  | Edwin Carewe                       | Viola Dana, Wheeler Oakman                            | Drama           | Metro          |
| The False Faces                 | Irvin Willat                       | Henry B. Walthall, Lon Chaney                         | Drama           | Paramount      |
| A Favor to a Friend             | John Ince                          | Emmy Wehlen, Jack Mulhall                             | Comedy          | Metro          |
| The Fear Woman                  | John A. Barry                      | Pauline Frederick, Milton Sills                       | Drama           | Goldwyn        |
| The Feud                        | Edward LeSaint                     | Tom Mix, Eva Novak                                    | Drama           | Fox Film       |
| A Fight for Love                | John Ford                          | Harry Carey, Neva Gerber                              | Western         | Universal      |
| A Fighting Colleen              | David Smith                        | Bessie Love, Anne Schaefer                            | Comedy-drama    | Vitagraph      |
| Fighting Cressy                 | Robert Thornby                     | Blanche Sweet, Russell Simpson                        | Western         | Pathé Exchange |
| Fighting Destiny                | Paul Scardon                       | Harry T. Morey, Betty Blythe                          | Drama           | Vitagraph      |
| Fighting for Gold               | Edward LeSaint                     | Tom Mix, Teddy Sampson                                | Western         | Fox Film       |
| The Final Close-Up              | Walter Edwards                     | Shirley Mason, Francis McDonald                       | Drama           | Paramount      |
| The Fire Flingers               | Rupert Julian                      | Fred Kelsey, Jane Novak                               | Thriller        | Universal      |
| Fires of Faith                  | Edward José                        | Catherine Calvert, Eugene O'Brien, Rubye De Remer     | Drama           | Paramount      |
| The Firing Line                 | Charles Maigne                     | Irene Castle, Isabel West, Vernon Steele              | Drama           | Paramount      |
| Flame of the Desert             | Reginald Barker                    | Geraldine Farrar, Lou Tellegen                        | Drama           | Goldwyn        |
| The Follies Girl                | John Francis Dillon                | Olive Thomas, Wallace MacDonald                       | Comedy          | Triangle       |
| Fools and Their Money           | Herbert Blaché                     | Emmy Wehlen, Jack Mulhall                             | Comedy          | Metro          |
| For a Woman's Honor             | Park Frame                         | H. B. Warner, Marguerite De La Motte, John Gilbert    | Drama           | Robertson-Cole |
| For Better, For Worse           | Cecil B. DeMille                   | Elliott Dexter, Gloria Swanson                        | Drama           | Paramount      |
| Forbidden                       | Lois Weber                         | Mildred Harris, Fred Goodwins                         | Drama           | Universal      |
| The Forbidden Room              | Lynn Reynolds                      | Gladys Brockwell, William Scott                       | Drama           | Fox Film       |
| The Forfeit                     | Frank Powell                       | House Peters, Hector V. Sarno                         | Western         | Pathé Exchange |
| The Four Flusher                | Harry L. Franklin                  | Hale Hamilton, Ruth Stonehouse                        | Comedy          | Metro          |
| A Fugitive from Matrimony       | Henry King                         | H. B. Warner, Seena Owen                              | Comedy          | Robertson-Cole |
| Full of Pep                     | Harry L. Franklin                  | Hale Hamilton, Alice Lake                             | Comedy          | Metro          |
| The Gamblers                    | Paul Scardon                       | Harry T. Morey, Agnes Ayres                           | Drama           | Vitagraph      |
| Gambling in Souls               | Harry F. Millarde                  | Madlaine Traverse, Herbert Heyes                      | Drama           | Fox Film       |
| The Game's Up                   | Elsie Jane Wilson                  | Albert Ray, Ruth Clifford                             | Comedy          | Universal      |
| Gates of Brass                  | Ernest C. Warde                    | Frank Keenan, Lois Wilson                             | Crime           | Pathé Exchange |
| The Gay Lord Quex               | Harry Beaumont                     | Tom Moore, Gloria Hope, Naomi Childers                | Drama           | Goldwyn        |
| A Gentleman of Quality          | James Young                        | Earle Williams, Kathryn Adams                         | Drama           | Vitagraph      |
| Getting Mary Married            | Allan Dwan                         | Marion Davies, Norman Kerry                           | Comedy          | Independent    |
| A Girl at Bay                   | Thomas R. Mills                    | Corinne Griffith, Walter Miller                       | Mystery         | Vitagraph      |
| The Girl Dodger                 | Jerome Storm                       | Charles Ray, Doris May                                | Comedy          | Paramount      |
| The Girl from Outside           | Reginald Barker                    | Clara Horton, Cullen Landis                           | Drama           | Goldwyn        |
| A Girl in Bohemia               | Howard M. Mitchell                 | Peggy Hyland, Josef Swickard                          | Drama           | Fox Film       |
| The Girl Problem                | Kenneth S. Webb                    | Corinne Griffith, Agnes Ayres                         | Drama           | Vitagraph      |
| The Girl Who Stayed at Home     | D. W. Griffith                     | Adolf Lestina, Carol Dempster                         | Drama           | Paramount      |
| The Girl with No Regrets        | Harry Millarde                     | Peggy Hyland, Harry von Meter                         | Drama           | Fox Film       |
| The Girl-Woman                  | Thomas R. Mills                    | Gladys Leslie, Maurice Costello                       | Drama           | Vitagraph      |
| Girls                           | Walter Edwards                     | Marguerite Clark, Helene Chadwick                     | Romantic comedy | Paramount      |
| The Glorious Lady               | George Irving                      | Olive Thomas, Matt Moore, Evelyn Brent                | Drama           | Selznick       |
| God's Outlaw                    | Christy Cabanne                    | Francis X. Bushman, Helen Dunbar                      | Western         | Metro          |
| The Gold Cure                   | John H. Collins                    | Viola Dana, Jack McGowan                              | Comedy          | Metro          |
| The Golden Shower               | John W. Noble                      | Frank Morgan, Estelle Taylor                          | Drama           | Vitagraph      |
| Good Gracious, Annabelle        | George Melford                     | Billie Burke, Herbert Rawlinson                       | Comedy          | Paramount      |
| The Gray Horizon                | William Worthington                | Sessue Hayakawa, Eileen Percy                         | Drama           | Robertson-Cole |
| The Gray Towers Mystery         | John W. Noble                      | Gladys Leslie, Frank Morgan                           | Western         | Vitagraph      |
| The Gray Wolf's Ghost           | Park Frame                         | H. B. Warner, Marin Sais                              | Mystery         | Robertson-Cole |
| Greased Lightning               | Jerome Storm                       | Charles Ray, Wanda Hawley                             | Comedy          | Paramount      |
| The Great Air Robbery           | Jacques Jaccard                    | Ormer Locklear, Allan Forrest                         | Drama           | Universal      |
| The Great Romance               | Henry Otto                         | Harold Lockwood, Rubye De Remer                       | Adventure       | Metro          |
| The Great Victory               | Charles Miller                     | Creighton Hale, Helen Ferguson                        | War drama       | Metro          |
| The Greatest Question           | D. W. Griffith                     | Lillian Gish, Robert Harron, Ralph Graves             | Drama           | First National |
| The Grim Game                   | Irvin Willat                       | Harry Houdini, Thomas Jefferson                       | Drama           | Paramount      |
| A Gun Fightin' Gentleman        | John Ford                          | Harry Carey, J. Barney Sherry                         | Western         | Universal      |
| Happiness a la Mode             | Walter Edwards                     | Constance Talmadge, Harrison Ford                     | Comedy          | Selznick       |
| Happy Though Married            | Fred Niblo                         | Enid Bennett, Hallam Cooley                           | Comedy          | Paramount      |
| Hard Boiled                     | Victor Schertzinger                | Dorothy Dalton, William Courtright                    | Comedy          | Paramount      |
| The Haunted Bedroom             | Fred Niblo                         | Enid Bennett, Jack Nelson                             | Drama           | Paramount      |
| Haunting Shadows                | Henry King                         | H. B. Warner, Margaret Livingston                     | Comedy drama    | Robertson-Cole |
| Hawthorne of the U.S.A.         | James Cruze                        | Wallace Reid, Lila Lee                                | Comedy          | Paramount      |
| Hay Foot, Straw Foot            | Jerome Storm                       | Charles Ray, Doris May                                | Comedy          | Paramount      |
| A Heart in Pawn                 | William Worthington                | Sessue Hayakawa, Vola Vale                            | Drama           | Robertson-Cole |
| Heart o' the Hills              | Joseph De Grasse, Sidney Franklin  | Mary Pickford, Harold Goodwin                         | Drama           | First National |
| The Heart of Wetona             | Sidney Franklin                    | Norma Talmadge, Fred Huntley                          | Western         | Independent    |
| The Heart of Youth              | Robert G. Vignola                  | Lila Lee, Tom Forman                                  | Comedy          | Paramount      |
| Hearts Asleep                   | Howard Hickman                     | Bessie Barriscale, Vola Vale                          | Crime           | Robertson-Cole |
| Heartsease                      | Harry Beaumont                     | Tom Moore, Helene Chadwick                            | Drama           | Goldwyn        |
| Hell-Roarin' Reform             | Edward LeSaint                     | Tom Mix, Kathleen O'Connor                            | Western         | Fox Film       |
| The Hellion                     | George L. Cox                      | Margarita Fischer, Emory Johnson                      | Drama           | Pathé Exchange |
| Help! Help! Police!             | Edward Dillon                      | George Walsh, Eric Mayne                              | Comedy          | Fox Film       |
| Her Code of Honor               | John M. Stahl                      | Florence Reed, William Desmond                        | Drama           | Independent    |
| Her Kingdom of Dreams           | Marshall Neilan                    | Anita Stewart, Anna Q. Nilsson                        | Drama           | First National |
| Her Purchase Price              | Howard C. Hickman                  | Bessie Barriscale, Alan Roscoe                        | Romance         | Robertson-Cole |
| Here Comes the Bride            | John S. Robertson                  | John Barrymore, Frank Losee                           | Comedy          | Paramount      |
| The Highest Trump               | James Young                        | Earle Williams, Grace Darmond                         | War drama       | Vitagraph      |
| His Debt                        | William Worthington                | Sessue Hayakawa, Jane Novak                           | Drama           | Robertson-Cole |
| His Divorced Wife               | Douglas Gerrard                    | Monroe Salisbury, Charles Le Moyne                    | Drama           | Universal      |
| His Majesty, the American       | Joseph Henabery                    | Douglas Fairbanks, Marjorie Daw                       | Comedy          | United Artists |
| His Official Fiancée            | Robert G. Vignola                  | Vivian Martin, Forrest Stanley, Vera Sisson           | Comedy          | Paramount      |
| His Parisian Wife               | Emile Chautard                     | Elsie Ferguson, David Powell                          | Romance         | Paramount      |
| His Wife's Friend               | Joseph De Grasse                   | Dorothy Dalton, Warren Cook                           | Mystery         | Paramount      |
| The Homebreaker                 | Victor Schertzinger                | Dorothy Dalton, Douglas MacLean                       | Comedy          | Paramount      |
| Home                            | Lois Weber                         | Mildred Harris, Frank Elliott                         | Drama           | Universal      |
| The Home Town Girl              | Robert G. Vignola                  | Vivian Martin, Ralph Graves                           | Comedy          | Paramount      |
| The Hoodlum                     | Sidney Franklin                    | Mary Pickford, Ralph Lewis, Kenneth Harlan            | Comedy          | First National |
| Hoop-La                         | Louis Chaudet                      | Billie Rhodes, Bertram Grassby                        | Comedy          | Robertson-Cole |
| Hornet's Nest                   | James Young                        | Earle Williams, Vola Vale                             | Drama           | Vitagraph      |
| A House Divided                 | J. Stuart Blackton                 | Sylvia Breamer, Herbert Rawlinson                     | Drama           | Independent    |
| The House of Intrigue           | Lloyd Ingraham                     | Mignon Anderson, Lloyd Bacon                          | Crime           | Robertson-Cole |
| Human Desire                    | Wilfrid North                      | Anita Stewart, Conway Tearle, Vernon Steele           | Drama           | First National |
| The Hushed Hour                 | Edmund Mortimer                    | Blanche Sweet, Milton Sills                           | Drama           | Independent    |
| The Illustrious Prince          | William Worthington                | Sessue Hayakawa, Mabel Ballin                         | Drama           | Robertson-Cole |
| I'll Get Him Yet                | Elmer Clifton                      | Dorothy Gish, Richard Barthelmess                     | Comedy          | Paramount      |
| The Imp                         | Robert Ellis                       | Elsie Janis, Joe King                                 | Crime           | Selznick       |
| Impossible Catherine            | John B. O'Brien                    | Virginia Pearson, William B. Davidson                 | Comedy          | Pathé Exchange |
| In for Thirty Days              | Webster Cullison                   | May Allison, Robert Ellis                             | Comedy          | Metro          |
| In His Brother's Place          | Harry L. Franklin                  | Hale Hamilton, Marguerite Snow                        | Comedy drama    | Metro          |
| In Honor's Web                  | Paul Scardon                       | Harry T. Morey, Agnes Ayres                           | Drama           | Vitagraph      |
| In Mizzoura                     | Hugh Ford                          | Noah Beery, Eileen Percy, Monte Blue                  | Western         | Paramount      |
| In Old Kentucky                 | Marshall Neilan                    | Anita Stewart, Mahlon Hamilton                        | Romance         | First National |
| In Wrong                        | James Kirkwood                     | Jack Pickford, Marguerite De La Motte                 | Comedy          | First National |
| The Indestructible Wife         | Charles Maigne                     | Alice Brady, Anne Cornwall, Percy Marmont             | Romantic comedy | Independent    |
| The Intrusion of Isabel         | Lloyd Ingraham                     | Mary Miles Minter, Allan Forrest                      | Comedy          | Pathé Exchange |
| The Invisible Bond              | Charles Maigne                     | Irene Castle, Huntley Gordon, Claire Adams            | Drama           | Paramount      |
| The Island of Intrigue          | Henry Otto                         | May Allison, Jack Mower                               | Drama           | Metro          |
| The Isle of Conquest            | Edward José                        | Norma Talmadge, Wyndham Standing, Charles K. Gerrard  | Drama           | Independent    |
| It Pays to Advertise            | Donald Crisp                       | Bryant Washburn, Lois Wilson                          | Drama           | Paramount      |
| It's a Bear                     | Lawrence C. Windom                 | Taylor Holmes, Vivian Reed                            | Comedy          | Triangle       |
| Jacques of the Silver North     | Norval MacGregor                   | Mitchell Lewis, Fritzi Brunette                       | Drama           | Independent    |
| Jane Goes A' Wooing             | George Melford                     | Vivian Martin, Niles Welch                            | Drama           | Paramount      |
| Jinx                            | Victor Schertzinger                | Mabel Normand, Ogden Crane                            | Comedy          | Goldwyn        |
| John Petticoats                 | Lambert Hillyer                    | William S. Hart, Ethel Shannon                        | Action          | Paramount      |
| Johnny Get Your Gun             | Donald Crisp                       | Fred Stone, James Cruze                               | Comedy          | Paramount      |
| Johnny-on-the-Spot              | Harry L. Franklin                  | Hale Hamilton, Louise Lovely, Philo McCullough        | Comedy          | Metro          |
| Josselyn's Wife                 | Howard C. Hickman                  | Bessie Barriscale, Nigel Barrie                       | Drama           | Robertson-Cole |
| The Joyous Liar                 | Ernest C. Warde                    | J. Warren Kerrigan, Lillian Walker                    | Comedy crime    | Pathé Exchange |
| Jubilo                          | Clarence G. Badger                 | Will Rogers, Josie Sedgwick                           | Comedy          | Goldwyn        |
| The Jungle Trail                | Richard Stanton                    | William Farnum, Anna Luther                           | Adventure       | Fox Film       |
| Kathleen Mavourneen             | Charles J. Brabin                  | Theda Bara, Raymond McKee                             | Drama           | Fox Film       |
| Kitty Kelly, M.D.               | Howard Hickman                     | Bessie Barriscale, Jack Holt                          | Comedy          | Robertson-Cole |
| The Knickerbocker Buckaroo      | Albert Parker                      | Douglas Fairbanks, William Wellman                    | Western         | Paramount      |
| The Lady of Red Butte           | Victor Schertzinger                | Dorothy Dalton, Tully Marshall                        | Western         | Paramount      |
| Lasca                           | Norman Dawn                        | Frank Mayo, Edith Roberts                             | Western         | Universal      |
| The Last of the Duanes          | J. Gordon Edwards                  | William Farnum, Louise Lovely                         | Western         | Fox Film       |
| The Last of His People          | Robert N. Bradbury                 | Mitchell Lewis, Harry Lonsdale                        | Drama           | Selznick       |
| The Law of Men                  | Fred Niblo                         | Enid Bennett, Niles Welch                             | Drama           | Paramount      |
| Leave It to Susan               | Clarence G. Badger                 | Madge Kennedy, Wallace MacDonald                      | Comedy western  | Goldwyn        |
| Let's Elope                     | John S. Robertson                  | Marguerite Clark, Gaston Glass                        | Comedy          | Paramount      |
| The Life Line                   | Maurice Tourneur                   | Jack Holt, Wallace Beery                              | Drama           | Paramount      |
| Life's a Funny Proposition      | Thomas N. Heffron                  | William Desmond, Louise Lovely                        | Comedy          | Robertson-Cole |
| The Light                       | J. Gordon Edwards                  | Theda Bara, Robert D. Walker                          | Romance         | Fox Film       |
| The Light of Victory            | William Wolbert                    | Monroe Salisbury, Betty Compson                       | War             | Universal      |
| The Lincoln Highwayman          | Emmett J. Flynn                    | William Russell, Frank Brownlee                       | Mystery         | Universal      |
| The Lion and the Mouse          | Tom Terriss                        | Alice Joyce, Conrad Nagel, Anders Randolf             | Drama           | Vitagraph      |
| The Lion's Den                  | George D. Baker                    | Bert Lytell, Alice Lake                               | Drama           | Metro          |
| A Little Brother of the Rich    | Lynn Reynolds                      | Frank Mayo, Lila Leslie, John Gilbert                 | Drama           | Universal      |
| Little Comrade                  | Chester Withey                     | Vivian Martin, Niles Welch                            | Comedy          | Paramount      |
| The Little Diplomat             | Stuart Paton                       | Marie Osborne, Lydia Knott                            | Comedy          | Pathé Exchange |
| The Little White Savage         | Paul Powell                        | Carmel Myers, Harry Hilliard                          | Comedy drama    | Universal      |
| Lombardi, Ltd.                  | Jack Conway                        | Bert Lytell, Alice Lake                               | Comedy          | Metro          |
| The Lone Star Ranger            | J. Gordon Edwards                  | William Farnum, Louise Lovely                         | Western         | Fox Film       |
| The Lone Wolf's Daughter        | William P. S. Earle                | Bertram Grassby, Louise Glaum                         | Crime Thriller  | Pathé Exchange |
| The Long Arm of Mannister       | Bertram Bracken                    | Henry B. Walthall, Helene Chadwick                    | Drama           | Independent    |
| The Long Lane's Turning         | Louis Chaudet                      | Henry B. Walthall, Mary Charleson                     | Drama           | Robertson-Cole |
| Loot                            | William C. Dowlan                  | Ora Carew, Joseph W. Girard                           | Crime           | Universal      |
| Lord and Lady Algy              | Harry Beaumont                     | Tom Moore, Naomi Childers                             | Comedy          | Goldwyn        |
| The Lost Battalion              | Burton L. King                     | Helen Ferguson, Gaston Glass                          | War             | Independent    |
| Lost Money                      | Edmund Lawrence                    | Madlaine Traverse, Henry Hebert                       | Drama           | Fox Film       |
| The Lost Princess               | Scott R. Dunlap                    | Albert Ray, Elinor Fair                               | Comedy          | Fox Film       |
| The Lottery Man                 | James Cruze                        | Wallace Reid, Wanda Hawley                            | Comedy          | Paramount      |
| Louisiana                       | Robert G. Vignola                  | Vivian Martin, Noah Beery                             | Comedy          | Paramount      |
| The Love Auction                | Edmund Lawrence                    | Virginia Pearson, Hugh Thompson                       | Drama           | Fox Film       |
| The Love Cheat                  | George Archainbaud                 | June Caprice, Creighton Hale                          | Drama           | Pathé Exchange |
| Love Is Love                    | Scott R. Dunlap                    | Albert Ray, Elinor Fair                               | Crime           | Fox Film       |
| Love's Prisoner                 | John Francis Dillon                | Olive Thomas, Ann Kroman                              | Crime drama     | Triangle       |
| The Love Burglar                | James Cruze                        | Wallace Reid, Anna Q. Nilsson, Raymond Hatton         | Drama           | Paramount      |
| Love Insurance                  | Donald Crisp                       | Bryant Washburn, Lois Wilson, Theodore Roberts        | Comedy          | Paramount      |
| The Loves of Letty              | Frank Lloyd                        | Pauline Frederick, John Bowers                        | Drama           | Goldwyn        |
| The Love That Dares             | Harry Millarde                     | Madlaine Traverse, Tom Santschi                       | Drama           | Fox Film       |
| Luck and Pluck                  | Edward Dillon                      | George Walsh, Virginia Lee                            | Drama           | Vitagraph      |
| Luck in Pawn                    | Walter Edwards                     | Marguerite Clark, Charles Meredith                    | Romance         | Paramount      |
| The Lure of Ambition            | Edmund Lawrence                    | Theda Bara, Thurlow Bergen                            | Romance         | Fox Film       |
| Maggie Pepper                   | Chester Withey                     | Ethel Clayton, Elliott Dexter                         | Comedy          | Paramount      |
| Male and Female                 | Cecil B. DeMille                   | Gloria Swanson, Thomas Meighan                        | Adventure       | Paramount      |
| A Man and His Money             | Harry Beaumont                     | Tom Moore, Seena Owen                                 | Comedy          | Goldwyn        |
| The Man Beneath                 | William Worthington                | Sessue Hayakawa, Helen Jerome Eddy, John Gilbert      | Crime drama     | Independent    |
| The Man Hunter                  | Frank Lloyd                        | William Farnum, Louise Lovely, Charles Clary          | Western         | Fox Film       |
| The Man in the Moonlight        | Paul Powell                        | Monroe Salisbury, Colleen Moore                       | Drama           | Universal      |
| A Man of Honor                  | Fred J. Balshofer                  | Harold Lockwood, Bessie Eyton                         | Drama           | Metro          |
| The Man Who Stayed at Home      | Herbert Blache                     | King Baggot, Claire Whitney                           | Drama           | Metro          |
| The Man Who Turned White        | Park Frame                         | H. B. Warner, Barbara Castleton                       | Adventure       | Robertson-Cole |
| The Man Who Won                 | Paul Scardon                       | Harry T. Morey, Maurice Costello, Betty Blythe        | Drama           | Vitagraph      |
| A Man's Country                 | Henry Kolker                       | Alma Rubens, Alan Roscoe, Lon Chaney                  | Western         | Robertson-Cole |
| Man's Desire                    | Lloyd Ingraham                     | Lewis Stone, Jane Novak                               | Drama           | Robertson-Cole |
| A Man's Fight                   | Thomas N. Heffron                  | Dustin Farnum, Harry von Meter                        | Drama           | Independent    |
| Marked Men                      | John Ford                          | Harry Carey, Charles Le Moyne                         | Western         | Universal      |
| The Market of Souls             | Joe De Grasse                      | Dorothy Dalton, Holmes Herbert, Philo McCullough      | Drama           | Paramount      |
| Marie, Ltd.                     | Kenneth S. Webb                    | Alice Brady, Frank Losee                              | Comedy          | Independent    |
| The Marriage Price              | Emile Chautard                     | Elsie Ferguson, Wyndham Standing, Lionel Atwill       | Romance         | Paramount      |
| Married in Haste                | Arthur Rosson                      | Albert Ray, Elinor Fair                               | Comedy          | Fox Film       |
| Mary Regan                      | Lois Weber                         | Anita Stewart, Frank Mayo                             | Crime           | First National |
| The Mayor of Filbert            | Christy Cabanne                    | Jack Richardson, Belle Bennett                        | Drama           | Triangle       |
| Me and Captain Kidd             | Oscar Apfel                        | Evelyn Greeley, Raymond McKee                         | Comedy          | Independent    |
| Men, Women, and Money           | George Melford                     | Ethel Clayton, James Neill                            | Drama           | Paramount      |
| The Merry-Go-Round              | Edmund Lawrence                    | Peggy Hyland, Jack Mulhall                            | Comedy          | Fox Film       |
| The Microbe                     | Henry Otto                         | Viola Dana, Kenneth Harlan, Arthur Maude              | Comedy drama    | Metro          |
| A Midnight Romance              | Lois Weber                         | Anita Stewart, Jack Holt                              | Drama           | First National |
| The Millionaire Pirate          | Rupert Julian                      | Monroe Salisbury, Ruth Clifford                       | Fantasy         | Universal      |
| The Mind-the-Paint Girl         | Wilfrid North                      | Anita Stewart, Conway Tearle, Vernon Steele           | Drama           | Vitagraph      |
| The Mints of Hell               | Park Frame                         | William Desmond, Vivian Rich                          | Drama           | Robertson-Cole |
| The Miracle Man                 | George Loane Tucker                | Lon Chaney, Betty Compson                             | Drama           | Paramount      |
| The Miracle of Love             | Robert Z. Leonard                  | Lucy Cotton, Wyndham Standing                         | Drama           | Paramount      |
| The Misleading Widow            | John S. Robertson                  | Billie Burke, Madelyn Clare                           | Comedy          | Paramount      |
| Miss Adventure                  | Lynn Reynolds                      | Peggy Hyland, Gertrude Messinger                      | Adventure       | Fox Film       |
| Miss Dulcie from Dixie          | Joseph Gleason                     | Gladys Leslie, Julia Swayne Gordon                    | Drama           | Vitagraph      |
| Modern Husbands                 | Francis J. Grandon                 | Henry B. Walthall, Claire Du Brey                     | Drama           | Robertson-Cole |
| Molly of the Follies            | Edward Sloman                      | Margarita Fischer, Jack Mower                         | Comedy          | Pathé Exchange |
| The Money Corral                | Lambert Hillyer                    | William S. Hart, Jane Novak, Herschel Mayall          | Adventure       | Paramount      |
| The Moonshine Trail             | J. Stuart Blackton                 | Sylvia Breamer, Julia Swayne Gordon                   | Drama           | Pathé Exchange |
| The Moral Deadline              | Travers Vale                       | June Elvidge, Frank Mayo                              | Drama           | Independent    |
| More Deadly Than the Male       | Robert G. Vignola                  | Ethel Clayton, Herbert Heyes                          | Comedy          | Paramount      |
| Mrs. Wiggs of the Cabbage Patch | Hugh Ford                          | Marguerite Clark, Mary Carr                           | Comedy          | Paramount      |
| My Little Sister                | Kenean Buel                        | Evelyn Nesbit, Leslie Austin                          | Drama           | Fox Film       |
| Never Say Quit                  | Edward Dillon                      | George Walsh, Jean Acker                              | Comedy          | Fox Film       |
| The New Moon                    | Chester Withey                     | Norma Talmadge, Pedro de Cordoba, Charles K. Gerrard  | Adventure       | Independent    |
| Nobody Home                     | Elmer Clifton                      | Dorothy Gish, George Fawcett, Ralph Graves            | Comedy          | Paramount      |
| Nugget Nell                     | Elmer Clifton                      | Dorothy Gish, David Butler                            | Comedy          | Paramount      |
| The Oakdale Affair              | Oscar Apfel                        | Evelyn Greeley, Eric Mayne                            | Adventure       | Independent    |
| Oh Boy!                         | Albert Capellani                   | June Caprice, Creighton Hale, Zena Keefe              | Comedy          | Pathé Exchange |
| Oh, You Women!                  | John Emerson                       | Gaston Glass, Louise Huff                             | Comedy          | Paramount      |
| One of the Finest               | Harry Beaumont                     | Tom Moore, Seena Owen                                 | Comedy          | Goldwyn        |
| One-Thing-At-a-Time O'Day       | John Ince                          | Bert Lytell, Eileen Percy                             | Romantic comedy | Metro          |
| One Week of Life                | Hobart Henley                      | Pauline Frederick, Thomas Holding                     | Drama           | Goldwyn        |
| The Open Door                   | Dallas M. Fitzgerald               | Anna Lehr, Walter Miller                              | Drama           | Robertson-Cole |
| Open Your Eyes                  | Gilbert P. Hamilton                | Viola Allen, Ben Lyon                                 | Drama           | Warner Bros.   |
| The Other Half                  | King Vidor                         | Florence Vidor, David Butler                          | Drama           | Robertson-Cole |
| Other Men's Wives               | Victor Schertzinger                | Dorothy Dalton, Forrest Stanley, Holmes Herbert       | Drama           | Paramount      |
| Our Better Selves               | George Fitzmaurice                 | Fannie Ward, Lew Cody                                 | War drama       | Pathé Exchange |
| Out of the Fog                  | Albert Capellani                   | Alla Nazimova, Charles Bryant                         | Drama           | Metro          |
| Out of the Shadow               | Emile Chautard                     | Pauline Frederick, Wyndham Standing                   | Mystery         | Paramount      |
| Out Yonder                      | Ralph Ince                         | Olive Thomas, Huntley Gordon                          | Drama           | Selznick       |
| The Outcasts of Poker Flat      | John Ford                          | Harry Carey, Cullen Landis, Gloria Hope               | Western         | Universal      |
| Over the Garden Wall            | David Smith                        | Bessie Love, Otto Lederer                             | Comedy          | Vitagraph      |
| The Pagan God                   | Park Frame                         | H.B. Warner, Carmen Phillips                          | Drama           | Robertson-Cole |
| Paid in Advance                 | Allen Holubar                      | Dorothy Phillips, Lon Chaney                          | Drama           | Universal      |
| Paid in Full                    | Emile Chautard                     | Pauline Frederick, Wyndham Standing                   | Drama           | Paramount      |
| The Painted World               | Ralph Ince                         | Julia Swayne Gordon, Harry Northrup                   | Drama           | Vitagraph      |
| The Parisian Tigress            | Herbert Blaché                     | Viola Dana, Henry Kolker                              | Drama           | Paramount      |
| Partners Three                  | Fred Niblo                         | Enid Bennett, Casson Ferguson                         | Western         | Paramount      |
| The Peace of Roaring River      | Hobart Henley, Victor Schertzinger | Pauline Frederick, Hardee Kirkland                    | Western         | Goldwyn        |
| Peg o' My Heart                 | William C. de Mille                | Wanda Hawley, Thomas Meighan                          | Comedy          | Paramount      |
| Peggy Does Her Darndest         | George D. Baker                    | May Allison, Rosemary Theby                           | Comedy          | Metro          |
| Peppy Polly                     | Elmer Clifton                      | Dorothy Gish, Richard Barthelmess                     | Drana           | Paramount      |
| The Perfect Lover               | Ralph Ince                         | Eugene O'Brien, Mary Boland                           | Drama           | Selznick       |
| Perils of Thunder Mountain      | Robert N. Bradbury                 | Antonio Moreno, Carol Holloway                        | Adventure       | Vitagraph      |
| The Pest                        | Christy Cabanne                    | Mabel Normand, John Bowers, Charles K. Gerrard        | Comedy          | Goldwyn        |
| A Petal on the Current          | Tod Browning                       | Mary MacLaren, Gertrude Claire                        | Drama           | Universal      |
| Pettigrew's Girl                | George Melford                     | Ethel Clayton, Monte Blue, Charles K. Gerrard         | Drama           | Paramount      |
| Piccadilly Jim                  | Wesley Ruggles                     | Owen Moore, Zena Keefe                                | Comedy          | Selznick       |
| Pitfalls of a Big City          | Frank Lloyd                        | Gladys Brockwell, Neva Gerber                         | Drama           | Fox Film       |
| The Pleasant Devil              | Christy Cabanne, Louis J. Gasnier  | Lew Cody, Eileen Percy                                | Comedy          | Robertson-Cole |
| Please Get Married              | John Ince                          | Viola Dana, Antrim Short                              | Drama           | Metro          |
| The Prince and Betty            | Robert Thornby                     | William Desmond, Mary Thurman                         | Comedy          | Pathé Exchange |
| The Pointing Finger             | Edward A. Kull                     | Mary MacLaren, David Butler                           | Drama           | Universal      |
| The Poor Boob                   | Donald Crisp                       | Bryant Washburn, Wanda Hawley                         | Comedy          | Paramount      |
| Poor Relations                  | King Vidor                         | Florence Vidor, William De Vaull                      | Drama           | Robertson-Cole |
| The Poppy Girl's Husband        | Lambert Hillyer                    | William S. Hart, Juanita Hansen                       | Crime           | Paramount      |
| Pretty Smooth                   | Rollin S. Sturgeon                 | Priscilla Dean, Francis McDonald                      | Comedy          | Universal      |
| The Price of Innocence          | Frank Kugler                       | Anders Randolf , Margaret Campbell                    | Drama           | First National |
| The Prince and Betty            | Robert Thornby                     | William Desmond, Mary Thurman                         | Comedy          | Pathé Exchange |
| The Probation Wife              | Sidney Franklin                    | Norma Talmadge, Thomas Meighan                        | Comedy          | Independent    |
| The Prodigal Liar               | Thomas N. Heffron                  | William Desmond, Betty Compson                        | Western         | Robertson-Cole |
| The Profiteers                  | George Fitzmaurice                 | Fannie Ward, Edwin Stevens                            | Drama           | Pathé Exchange |
| Prudence on Broadway            | Frank Borzage                      | Olive Thomas, Francis McDonald                        | Comedy          | Triangle       |
| Puppy Love                      | Roy William Neill                  | Lila Lee, Edna Murphy                                 | Comedy          | Paramount      |
| Put Up Your Hands!              | Edward Sloman                      | Margarita Fischer, Emory Johnson                      | Comedy          | Pathé Exchange |
| Putting It Over                 | Donald Crisp                       | Bryant Washburn, Shirley Mason                        | Comedy          | Paramount      |
| Putting One Over                | Edward Dillon                      | George Walsh, Matthew Betz                            | Drama           | Fox Film       |
| The Quickening Flame            | Travers Vale                       | Montagu Love, June Elvidge                            | Drama           | Independent    |
| Ravished Armenia                | Oscar Apfel                        | Aurora Mardiganian, Irving Cummings                   | Drama           | First National |
| The Rebellious Bride            | Lynn Reynolds                      | Peggy Hyland, George Nichols                          | Comedy          | Fox Film       |
| Red Hot Dollars                 | Jerome Storm                       | Charles Ray, Gladys George                            | Drama           | Paramount      |
| The Red Lantern                 | Albert Capellani                   | Alla Nazimova, Noah Beery                             | Drama           | Metro          |
| The Red Viper                   | Jacques Tyrol                      | Gareth Hughes, Ruth Stonehouse, John Gilbert          | Drama           | Independent    |
| The Redhead                     | Charles Maigne                     | Alice Brady, Conrad Nagel                             | Romance         | Independent    |
| A Regular Girl                  | James Young                        | Elsie Janis, Matt Moore                               | Comedy          | Selznick       |
| The Rescuing Angel              | Walter Edwards                     | Shirley Mason, Forrest Stanley                        | Comedy          | Paramount      |
| Restless Souls                  | William C. Dowlan                  | Alma Rubens, Jack Conway                              | Drama           | Triangle       |
| Rider of the Law                | John Ford                          | Harry Carey, Gloria Hope                              | Western         | Universal      |
| Riders of Vengeance             | John Ford                          | Harry Carey, Seena Owen                               | Western         | Universal      |
| The Right to Happiness          | Allen Holubar                      | Dorothy Phillips, Winter Hall                         | Drama           | Universal      |
| The Right to Lie                | Edwin Carewe                       | Dolores Cassinelli, Joe King                          | Drama           | Pathé Exchange |
| The Roaring Road                | James Cruze                        | Wallace Reid, Ann Little                              | Romance         | Paramount      |
| A Rogue's Romance               | James Young                        | Earle Williams, Harry von Meter                       | Crime drama     | Vitagraph      |
| Romance and Arabella            | Walter Edwards                     | Constance Talmadge, Harrison Ford                     | Comedy          | Selznick       |
| A Romance of Happy Valley       | D. W. Griffith                     | Lillian Gish, Robert Harron                           | Drama           | Paramount      |
| Roped                           | John Ford                          | Harry Carey, Neva Gerber                              | Western         | Universal      |
| Rose o' the River               | Robert Thornby                     | Lila Lee, George Fisher                               | Drama           | Paramount      |
| Rose of the West                | Harry F. Millarde                  | Madlaine Traverse, Tom Santschi                       | Drama           | Fox Film       |
| Rough-Riding Romance            | Arthur Rosson                      | Tom Mix, Juanita Hansen                               | Western         | Fox Film       |
| Rustling a Bride                | Irvin Willat                       | Lila Lee, Monte Blue                                  | Comedy western  | Paramount      |
| Sacred Silence                  | Harry F. Millarde                  | Agnes Ayres, George MacQuarrie                        | Drama           | Fox Film       |
| Sadie Love                      | John S. Robertson                  | Billie Burke, Hedda Hopper                            | Comedy          | Paramount      |
| A Sagebrush Hamlet              | Joseph Franz                       | William Desmond, Marguerite De La Motte               | Western         | Robertson-Cole |
| Sahara                          | Arthur Rosson                      | Louise Glaum, Matt Moore                              | Drama           | Pathé Exchange |
| Satan Junior                    | Herbert Blaché                     | Viola Dana, Milton Sills                              | Comedy          | Metro          |
| Scarlet Days                    | D. W. Griffith                     | Richard Barthelmess, Eugenie Besserer                 | Western         | Paramount      |
| The Scarlet Shadow              | Robert Z. Leonard                  | Mae Murray, Ralph Graves                              | Comedy          | Universal      |
| The Sealed Envelope             | Douglas Gerrard                    | Fritzi Brunette, Joseph W. Girard                     | Mystery         | Universal      |
| Sealed Hearts                   | Ralph Ince                         | Eugene O'Brien, Robert Edeson                         | Drama           | Selznick       |
| Secret Service                  | Hugh Ford                          | Robert Warwick, Wanda Hawley                          | War             | Paramount      |
| Shadows                         | Reginald Barker                    | Geraldine Farrar, Milton Sills                        | Drama           | Goldwyn        |
| Shadows of Suspicion            | Edwin Carewe                       | Harold Lockwood, Naomi Childers                       | Drama           | Metro          |
| Shadows of the Past             | Ralph Ince                         | Anita Stewart, Harry T. Morey                         | Drama           | Vitagraph      |
| The Sheriff's Son               | Victor Schertzinger                | Charles Ray, Seena Owen                               | Western         | Paramount      |
| Should a Husband Forgive?       | Raoul Walsh                        | Miriam Cooper, Eric Mayne                             | Drama           | Fox Film       |
| Should a Woman Tell?            | John Ince                          | Alice Lake, Jack Mulhall                              | Drama           | Metro          |
| Silent Strength                 | Paul Scardon                       | Harry T. Morey, Betty Blythe                          | Drama           | Vitagraph      |
| The Silk-Lined Burglar          | John Francis Dillon                | Priscilla Dean, Ashton Dearholt                       | Mystery         | Universal      |
| The Silver King                 | George Irving                      | William Faversham, Barbara Castleton                  | Drama           | Paramount      |
| The Silver Girl                 | Frank Keenan                       | Frank Keenan, Irene Rich                              | Comedy          | Pathé Exchange |
| The Siren's Song                | J. Gordon Edwards                  | Theda Bara, Alan Roscoe                               | Drama           | Fox Film       |
| Sis Hopkins                     | Clarence G. Badger                 | Mabel Normand, John Bowers, Sam De Grasse             | Comedy          | Goldwyn        |
| Six Feet Four                   | Henry King                         | William Russell, Vola Vale                            | Western         | Pathé Exchange |
| The Sleeping Lion               | Rupert Julian                      | Monroe Salisbury, Rhea Mitchell                       | Western         | Universal      |
| Smiles                          | Arvid E. Gillstrom                 | Jane Lee, Katherine Lee                               | Comedy          | Fox Film       |
| Snares of Paris                 | Howard M. Mitchell                 | Madlaine Traverse, Charles Arling                     | Drama           | Fox Film       |
| The Sneak                       | Edward LeSaint                     | Gladys Brockwell, William Scott                       | Drama           | Fox Film       |
| A Society Exile                 | George Fitzmaurice                 | Elsie Ferguson, Zeffie Tilbury                        | Drama           | Paramount      |
| Soldiers of Fortune             | Allan Dwan                         | Wallace Beery, Ogden Crane                            | Adventure       | Independent    |
| Some Bride                      | Henry Otto                         | Viola Dana, Irving Cummings                           | Comedy          | Metro          |
| Some Liar                       | Henry King                         | William Russell, Eileen Percy                         | Western comedy  | Pathé Exchange |
| Something to Do                 | Donald Crisp                       | Bryant Washburn, Ann Little, Charles K. Gerrard       | Comedy          | Paramount      |
| The Spark Divine                | Tom Terriss                        | Alice Joyce, Eulalie Jensen                           | Drama           | Vitagraph      |
| Speedy Meade                    | Ira M. Lowry                       | Katherine MacDonald, Claire Adams                     | Western         | Goldwyn        |
| The Speed Maniac                | Edward LeSaint                     | Tom Mix, Eva Novak                                    | Western         | Fox Film       |
| The Spender                     | Charles Swickard                   | Bert Lytell, William V. Mong                          | Comedy          | Metro          |
| The Spite Bride                 | Charles Giblyn                     | Olive Thomas, Jack Mulhall                            | Drama           | Selznick       |
| The Spitfire of Seville         | George Siegmann                    | Hedda Nova, Thurston Hall                             | Drama           | Universal      |
| The Splendid Sin                | Howard M. Mitchell                 | Madlaine Traverse, Charles Clary                      | Drama           | Fox Film       |
| A Sporting Chance               | George Melford                     | Ethel Clayton, Jack Holt, Anna Q. Nilsson             | Comedy          | Paramount      |
| A Sporting Chance               | Henry King                         | William Russell, Fritzi Brunette                      | Drama           | Paramount      |
| Spotlight Sadie                 | Laurence Trimble                   | Mae Marsh, Wallace MacDonald                          | Drama           | Goldwyn        |
| Square Deal Sanderson           | Lambert Hillyer                    | William S. Hart, Ann Little                           | Western         | Paramount      |
| The Steel King                  | Oscar Apfel                        | Montagu Love, June Elvidge                            | Drama           | Independent    |
| Stepping Out                    | Fred Niblo                         | Enid Bennett, Niles Welch                             | Drama           | Paramount      |
| A Stitch in Time                | Ralph Ince                         | Agnes Ayres, Gladys Leslie                            | Comedy          | Vitagraph      |
| Strictly Confidential           | Clarence G. Badger                 | Madge Kennedy, John Bowers                            | Comedy          | Goldwyn        |
| The Stronger Vow                | Reginald Barker                    | Geraldine Farrar, Milton Sills                        | Drama           | Goldwyn        |
| Sue of the South                | Eugene Moore                       | Edith Roberts, George Hackathorne                     | Drama           | Universal      |
| The Sundown Trail               | Rollin S. Sturgeon                 | Monroe Salisbury, Carl Stockdale                      | Western         | Universal      |
| Tangled Threads                 | Howard C. Hickman                  | Rosemary Theby, Nigel Barrie                          | Drama           | Robertson-Cole |
| A Taste of Life                 | John Francis Dillon                | Edith Roberts, Billy Mason                            | Comedy          | Universal      |
| The Teeth of the Tiger          | Chester Withey                     | David Powell, Marguerite Courtot                      | Comedy          | Paramount      |
| A Temperamental Wife            | David Kirkland                     | Constance Talmadge, Wyndham Standing                  | Comedy          | First National |
| The Test of Honor               | John S. Robertson                  | John Barrymore, Constance Binney                      | Drama           | Paramount      |
| That's Good                     | Harry L. Franklin                  | Hale Hamilton, Herbert Prior                          | Comedy          | Metro          |
| Thieves                         | Frank Beal                         | Gladys Brockwell, William Scott                       | Crime           | Fox Film       |
| Thin Ice                        | Thomas R. Mills                    | Corinne Griffith, Charles Kent                        | Drama           | Vitagraph      |
| The Third Degree                | Tom Terriss                        | Alice Joyce, Anders Randolf, Hedda Hopper             | Crime           | Vitagraph      |
| The Third Kiss                  | Robert G. Vignola                  | Vivian Martin, Harrison Ford                          | Comedy          | Paramount      |
| This Hero Stuff                 | Henry King                         | William Russell, Winifred Westover                    | Western comedy  | Pathé Exchange |
| Thou Shalt Not                  | Charles Brabin                     | Evelyn Nesbit, Crauford Kent                          | Drama           | Fox Film       |
| Three Men and a Girl            | Marshall Neilan                    | Marguerite Clarlk, Richard Barthelmess, Percy Marmont | Romantic comedy | Paramount      |
| Through the Wrong Door          | Clarence G. Badger                 | Madge Kennedy, John Bowers                            | Drama           | Goldwyn        |
| The Thunderbolt                 | Colin Campbell                     | Katherine MacDonald, Thomas Meighan                   | Drama           | First National |
| Thunderbolts of Fate            | Edward Warren                      | House Peters, Anna Lehr                               | Drama           | Pathé Exchange |
| The Tiger Lily                  | George L. Cox                      | Margarita Fischer, Emory Johnson                      | Drama           | Pathé Exchange |
| Tin Pan Alley                   | Frank Beal                         | Albert Ray, Elinor Fair                               | Comedy          | Fox Film       |
| Toby's Bow                      | Harry Beaumont                     | Tom Moore, Doris Pawn                                 | Drama           | Goldwyn        |
| Told in the Hills               | George Melford                     | Robert Warwick, Ann Little, Wanda Hawley              | Western         | Paramount      |
| The Tong Man                    | William Worthington                | Sessue Hayakawa, Helen Jerome Eddy                    | Crime           | Robertson-Cole |
| Too Many Crooks                 | Ralph Ince                         | Gladys Leslie, Jean Paige                             | Comedy          | Vitagraph      |
| Too Much Johnson                | Donald Crisp                       | Bryant Washburn, Lois Wilson                          | Comedy          | Paramount      |
| Toton the Apache                | Frank Borzage                      | Olive Thomas, Norman Kerry                            | Drama           | Triangle       |
| The Trap                        | Frank Reicher                      | Olive Tell, Rod La Rocque                             | Drama           | Universal      |
| Treat 'Em Rough                 | Lynn Reynolds                      | Tom Mix, Jane Novak                                   | Western         | Fox Film       |
| The Trembling Hour              | George Siegmann                    | Helen Jerome Eddy, Kenneth Harlan                     | Mystery         | Universal      |
| A Trick of Fate                 | Howard Hickman                     | Bessie Barriscale, Gayne Whitman                      | Drama           | Robertson-Cole |
| Trixie from Broadway            | Roy William Neill                  | Margarita Fischer, Emory Johnson                      | Drama           | Pathé Exchange |
| True Heart Susie                | D. W. Griffith                     | Lillian Gish, Bobby Harron                            | Drama           | Paramount      |
| The Turn in the Road            | King Vidor                         | George Nichols, Lloyd Hughes                          | Drama           | Robertson-Cole |
| Turning the Tables              | Elmer Clifton                      | Dorothy Gish, Raymond Cannon                          | Comedy          | Paramount      |
| The Twin Pawns                  | Léonce Perret                      | Mae Murray, Warner Oland                              | Drama           | Pathé Exchange |
| The Two Brides                  | Edward Jose                        | Lina Cavalieri, Warburton Gamble                      | Drama           | Paramount      |
| Two Women                       | Ralph Ince                         | Anita Stewart, Earle Williams                         | Drama           | Vitagraph      |
| Under Suspicion                 | William C. Dowlan                  | Ora Carew, Charles Clary                              | Comedy          | Universal      |
| Under the Top                   | Donald Crisp                       | Fred Stone, Ella Hall, James Cruze                    | Comedy          | Paramount      |
| Unknown Love                    | Léonce Perret                      | Dolores Cassinelli, E.K. Lincoln                      | War drama       | Pathé Exchange |
| The Unknown Quantity            | Thomas R. Mills                    | Corinne Griffith, Huntley Gordon                      | Drama           | Vitagraph      |
| The Unpainted Woman             | Tod Browning                       | Mary MacLaren, Thurston Hall                          | Drama           | Universal      |
| The Unpardonable Sin            | Marshall Neilan                    | Blanche Sweet, Mary Alden, Wallace Beery              | War drama       | Independent    |
| The Uplifters                   | Herbert Blaché                     | May Allison, Howard Gaye                              | Comedy          | Metro          |
| Upstairs                        | Victor Schertzinger                | Mabel Normand, Cullen Landis                          | Comedy          | Goldwyn        |
| Upstairs and Down               | Charles Giblyn                     | Olive Thomas, David Butler                            | Comedy          | Selznick       |
| The Usurper                     | James Young                        | Earle Williams, Louise Lovely                         | Drama           | Vitagraph      |
| Vagabond Luck                   | Scott R. Dunlap                    | Albert Ray, Elinor Fair                               | Comedy          | Fox Film       |
| The Valley of the Giants        | James Cruze                        | Wallace Reid, Grace Darmond                           | Drama           | Paramount      |
| Venus in the East               | Donald Crisp                       | Bryant Washburn, Margery Wilson, Anna Q. Nilsson      | Comedy          | Paramount      |
| A Very Good Young Man           | Donald Crisp                       | Bryant Washburn, Helene Chadwick                      | Comedy          | Paramount      |
| Victory                         | Maurice Tourneur                   | Jack Holt, Seena Owen                                 | Adventure       | Paramount      |
| The Virtuous Thief              | Fred Niblo                         | Enid Bennett, Niles Welch                             | Drama           | Paramount      |
| The Veiled Adventure            | Walter Edwards                     | Harrison Ford, Constance Talmadge                     | Comedy          | Selznick       |
| The Vengeance of Durand         | Tom Terriss                        | Alice Joyce, Gustav von Seyffertitz, Percy Marmont    | Drama           | Vitagraph      |
| The Virtuous Model              | Albert Capellani                   | Dolores Cassinelli, Helen Lowell                      | Drama           | Pathé Exchange |
| The Virtuous Thief              | Fred Niblo                         | Enid Bennett, Niles Welch                             | Drama           | Paramount      |
| A Virtuous Vamp                 | Sidney Franklin                    | Constance Talmadge, Conway Tearle                     | Comedy          | First National |
| Wagon Tracks                    | Lambert Hillyer                    | William S. Hart, Jane Novak                           | Western         | Paramount      |
| Wanted: A Husband               | Lawrence C. Windom                 | Billie Burke, Charles Willis Lane                     | Comedy          | Paramount      |
| The Water Lily                  | George Ridgwell                    | Alice Mann, Donald Hall                               | Drama           | Triangle       |
| The Way of a Woman              | Robert Z. Leonard                  | Norma Talmadge, Conway Tearle                         | Drama           | Independent    |
| The Way of the Strong           | Edwin Carewe                       | Anna Q. Nilsson, Harry Northrup                       | Drama           | Metro          |
| The Weaker Vessel               | Paul Powell                        | Mary MacLaren, Thurston Hall                          | Comedy drama    | Universal      |
| The Web of Chance               | Alfred E. Green                    | Peggy Hyland, Harry Hamm                              | Comedy          | Fox Film       |
| The Westerners                  | Edward Sloman                      | Robert McKim, Wilfred Lucas                           | Western         | Pathé Exchange |
| What Am I Bid?                  | Robert Z. Leonard                  | Mae Murray, Ralph Graves                              | Comedy          | Universal      |
| What Every Woman Learns         | Fred Niblo                         | Enid Bennett, Milton Sills                            | Drama           | Paramount      |
| What Every Woman Wants          | Jesse D. Hampton                   | Grace Darmond, Wilfred Lucas                          | Drama           | Robertson-Cole |
| When a Girl Loves               | Lois Weber                         | Mildred Harris, William Stowell                       | Western         | Universal      |
| When a Man Loves                | Chester Bennett                    | Earle Williams, Margaret Loomis                       | Drama           | Vitagraph      |
| When a Man Rides Alone          | Henry King                         | William Russell, Carl Stockdale                       | Western         | Pathé Exchange |
| When Doctors Disagree           | Victor Schertzinger                | Mabel Normand, Walter Hiers                           | Comedy          | Goldwyn        |
| When Fate Decides               | Harry Millarde                     | Madlaine Traverse, William Conklin                    | Drama           | Fox Film       |
| When Men Desire                 | J. Gordon Edwards                  | Theda Bara, G. Raymond Nye                            | Drama           | Fox Film       |
| When the Clouds Roll By         | Victor Fleming, Theodore Reed      | Douglas Fairbanks, Kathleen Clifford                  | Comedy          | United Artists |
| Where the West Begins           | Henry King                         | William Russell, Eileen Percy, Cullen Landis          | Western         | Pathé Exchange |
| The White Heather               | Maurice Tourneur                   | Holmes Herbert, Ben Alexander                         | Drama           | Paramount      |
| A White Man's Chance            | Ernest C. Warde                    | J. Warren Kerrigan, Lillian Walker                    | Adventure       | Pathé Exchange |
| Whitewashed Walls               | Park Frame                         | William Desmond, Fritzi Brunette                      | Comedy          | Robertson-Cole |
| Who Cares?                      | Walter Edwards                     | Constance Talmadge, Harrison Ford                     | Comedy          | Selznick       |
| Who Will Marry Me?              | Paul Powell                        | Carmel Myers, Thurston Hall                           | Drama           | Universal      |
| Whom the Gods Would Destroy     | Frank Borzage                      | Jack Mulhall, Pauline Starke                          | Drama           | First National |
| Why Smith Left Home             | Donald Crisp                       | Bryant Washburn, Lois Wilson                          | Comedy          | Paramount      |
| The Wicked Darling              | Tod Browning                       | Priscilla Dean, Lon Chaney                            | Drama           | Universal      |
| Widow by Proxy                  | Walter Edwards                     | Marguerite Clark, Agnes Vernon, Nigel Barrie          | Comedy          | Paramount      |
| The Wilderness Trail            | Edward J. Le Saint                 | Tom Mix, Colleen Moore                                | Western         | Fox Film       |
| The Winchester Woman            | Wesley Ruggles                     | Alice Joyce, Percy Marmont                            | Crime           | Vitagraph      |
| Wings of the Morning            | J. Gordon Edwards                  | William Farnum, Herschel Mayall                       | Drama           | Fox Film       |
| The Winning Girl                | Robert G. Vignola                  | Shirley Mason, Theodore Roberts                       | Comedy          | Paramount      |
| The Winning Stroke              | Edward Dillon                      | George Walsh, Jane McAlpine                           | Sports          | Fox Film       |
| The Wishing Ring Man            | David Smith                        | Bessie Love, Claire Du Brey                           | Drama           | Vitagraph      |
| The Witness for the Defense     | George Fitzmaurice                 | Elsie Ferguson, Warner Oland                          | Drama           | Paramount      |
| The Wolf                        | James Young                        | Earle Williams, Jane Novak                            | Drama           | Vitagraph      |
| Wolves of the Night             | J. Gordon Edwards                  | William Farnum, Louise Lovely, Lamar Johnstone        | Drama           | Fox Film       |
| The Woman Michael Married       | Henry Kolker                       | Bessie Barriscale, Jack Holt                          | Drama           | Robertson-Cole |
| The Woman Next Door             | Robert G. Vignola                  | Ethel Clayton, Emory Johnson, Noah Beery              | Drama           | Paramount      |
| A Woman of Pleasure             | Wallace Worsley                    | Blanche Sweet, Wheeler Oakman                         | Drama           | Pathé Exchange |
| The Woman on the Index          | Hobart Henley                      | Pauline Frederick, Wyndham Standing                   | Drama           | Goldwyn        |
| A Woman There Was               | J. Gordon Edwards                  | Theda Bara, William B. Davidson                       | Romance         | Fox Film       |
| The Woman Thou Gavest Me        | Hugh Ford                          | Jack Holt, Katherine MacDonald, Milton Sills          | Drama           | Paramount      |
| The Woman Under Cover           | George Siegmann                    | Fritzi Brunette, Fontaine La Rue                      | Drama           | Universal      |
| Woman, Woman!                   | Kenean Buel                        | Evelyn Nesbit, Gareth Hughes                          | Drama           | Fox Film       |
| Words and Music by-             | Scott R. Dunlap                    | Albert Ray, Elinor Fair                               | Comedy drama    | Fox Film       |
| The World Aflame                | Ernest C. Warde                    | Frank Keenan, Kathleen Kerrigan                       | Drama           | Pathé Exchange |
| The World and Its Woman         | Frank Lloyd                        | Geraldine Farrar, Lou Tellegen                        | Drama           | Goldwyn        |
| The World to Live In            | Charles Maigne                     | Alice Brady, Virginia Hammond                         | Comedy          | Independent    |
| Yankee Doodle in Berlin         | F. Richard Jones                   | Bothwell Browne, Ford Sterling                        | Comedy          | Independent    |
| A Yankee Princess               | David Smith                        | Bessie Love, Robert Gordon                            | Comedy          | Vitagraph      |
| You Never Saw Such a Girl       | Robert G. Vignola                  | Vivian Martin, Harrison Ford                          | Drama           | Paramount      |
| You're Fired                    | James Cruze                        | Wallace Reid, Wanda Hawley                            | Comedy          | Paramount      |
| Yvonne from Paris               | Emmett J. Flynn                    | Mary Miles Minter, Vera Lewis                         | Comedy          | Pathé Exchange |

## Scurtmetraje
| Titlu                   | Regizor                       | Actori                                     | Gen         | Note                     |
| ----------------------- | ----------------------------- | ------------------------------------------ | ----------- | ------------------------ |
| Ask Father              | Hal Roach                     | Harold Lloyd, Bebe Daniels                 | Comedy      |                          |
| At the Old Stage Door   | Hal Roach                     | Harold Lloyd, Bebe Daniels                 | Comedy      |                          |
| Back Stage              | Fatty Arbuckle                | Fatty Arbuckle, Buster Keaton              | Comedy      | Paramount                |
| Be My Wife              | Hal Roach                     | Harold Lloyd, Bebe Daniels                 | Comedy      |                          |
| Before Breakfast        | Hal Roach                     | Harold Lloyd, Bebe Daniels                 | Comedy      |                          |
| Billy Blazes, Esq.      | Hal Roach                     | Harold Lloyd, Bebe Daniels                 | Comedy      |                          |
| Bumping Into Broadway   | Hal Roach                     | Harold Lloyd, Bebe Daniels                 | Comedy      |                          |
| By Indian Post          | John Ford                     | Pete Morrison, Duke R. Lee                 | Western     |                          |
| Captain Kidd's Kids     | Hal Roach                     | Harold Lloyd, Bebe Daniels                 | Comedy      |                          |
| Chop Suey & Co.         | Hal Roach                     | Harold Lloyd, Snub Pollard, Bebe Daniels   | Comedy      |                          |
| Count the Votes         | Hal Roach                     | Harold Lloyd, Snub Pollard, Bebe Daniels   | Comedy      |                          |
| Count Your Change       | Alfred J. Goulding            | Harold Lloyd, Snub Pollard, Bebe Daniels   | Comedy      |                          |
| Crack Your Heels        | Alfred J. Goulding            | Harold Lloyd, Snub Pollard, Bebe Daniels   | Comedy      |                          |
| The Crow                | B. Reeves Eason               | Hoot Gibson, Arthur Mackley                | Western     |                          |
| A Day's Pleasure        | Charlie Chaplin               | Charlie Chaplin, Edna Purviance            |             |                          |
| Don't Shove             | Alfred J. Goulding            | Harold Lloyd, Bebe Daniels, Bud Jamison    | Comedy      |                          |
| The Dutiful Dub         | Alfred J. Goulding            | Harold Lloyd, Snub Pollard, Bebe Daniels   | Comedy      |                          |
| The Fighting Heart      | B. Reeves Eason               | Jack Perrin, Hoot Gibson, Josephine Hill   | Western     |                          |
| The Fighting Line       | B. Reeves Eason               | Art Acord, Mildred Moore                   | Western     |                          |
| The Four-Bit Man        | B. Reeves Eason               | Hoot Gibson, Jack Perrin, Josephine Hill   | Western     |                          |
| From Hand to Mouth      | Alfred J. Goulding, Hal Roach | Harold Lloyd, Mildred Davis                | Comedy      |                          |
| Going! Going! Gone!     | Gilbert Pratt                 | Harold Lloyd, Snub Pollard, Bebe Daniels   | Comedy      |                          |
| The Grocery Clerk       | Larry Semon                   | Larry Semon, Lucille Carlisle, Monty Banks | Comedy      |                          |
| He Leads, Others Follow | Hal Roach                     | Harold Lloyd, Bebe Daniels                 | Comedy      |                          |
| Heap Big Chief          | Alfred J. Goulding            | Harold Lloyd, Snub Pollard                 | Comedy      |                          |
| His Only Father         | Hal Roach                     | Harold Lloyd, Snub Pollard                 | Comedy      |                          |
| How the Telephone Talks |                               |                                            | Educational | Bray Studios production. |
| I'm on My Way           |                               | Harold Lloyd                               | Comedy      |                          |
| The Jack of Hearts      | B. Reeves Eason               | Hoot Gibson, Jack Perrin                   | Western     |                          |
| A Jazzed Honeymoon      | Hal Roach                     | Harold Lloyd, Bebe Daniels                 | Comedy      |                          |
| Just Dropped In         | Hal Roach                     | Harold Lloyd, Bebe Daniels                 | Comedy      |                          |
| Just Neighbors          | Harold Lloyd                  | Harold Lloyd, Snub Pollard                 | Comedy      |                          |
| The Kid and the Cowboy  | B. Reeves Eason               | Art Acord                                  | Western     |                          |
| The Last Outlaw         | John Ford                     | Richard Cummings, Lucille Hutton           | Western     |                          |
| Look Out Below          | Hal Roach                     | Harold Lloyd                               | Comedy      |                          |
| The Marathon            | Alfred J. Goulding            | Harold Lloyd                               | Comedy      |                          |
| Never Touched Me        | Alfred J. Goulding            | Harold Lloyd, Snub Pollard                 | Comedy      |                          |
| Next Aisle Over         | Hal Roach                     | Harold Lloyd, Bebe Daniels                 | Comedy      |                          |
| Nine-Tenths of the Law  | B. Reeves Eason               | Mitchell Lewis, Jimsy Maye                 | Drama       |                          |
| Off the Trolley         | Alfred J. Goulding            | Harold Lloyd                               | Comedy      |                          |
| On the Fire             | Hal Roach                     | Harold Lloyd                               | Comedy      |                          |
| Pay Your Dues           | Hal Roach                     | Harold Lloyd                               | Comedy      |                          |
| Pistols for Breakfast   | Alfred J. Goulding            | Harold Lloyd, Bebe Daniels                 | Comedy      |                          |
| The Rajah               | Hal Roach                     | Harold Lloyd, Bebe Daniels                 | Comedy      |                          |
| Ring Up the Curtain     | Alfred J. Goulding            | Harold Lloyd                               | Comedy      |                          |
| Si, Senor               | Alfred J. Goulding            | Harold Lloyd                               | Comedy      |                          |
| Soft Money              | Hal Roach                     | Harold Lloyd                               | Comedy      |                          |
| Spring Fever            | Hal Roach                     | Harold Lloyd, Bebe Daniels                 | Comedy      |                          |
| Sunnyside               | Charles Chaplin               | Charlie Chaplin, Edna Purviance            | Comedy      |                          |
| Swat the Crook          | Hal Roach                     | Harold Lloyd, Snub Pollard                 | Comedy      |                          |
| The Tell Tale Wire      | B. Reeves Eason               | Hoot Gibson, Josephine Hill                | Western     |                          |
| Wanted - $5,000         | Gilbert Pratt                 | Harold Lloyd, Bebe Daniels                 | Comedy      |                          |
| Young Mr. Jazz          | Hal Roach                     | Harold Lloyd                               | Comedy      |                          |

## Vezi și
- 1919 în film